# 维克托·萨维内赫
维克托·彼得罗维奇·萨维内赫（俄语：Виктор Петрович Савиных；1940年3月7日—）是苏联宇航员，飛航工程師。曾任莫斯科国立测绘大学校长。

## 生平

### 早年与教育
1940年3月7日生于基洛夫州奧里奇區别列兹金村的一个农民家庭。1957年中学毕业后进入彼尔姆铁路运输学院学习，1960年毕业。1960年至1962年在蘇聯陸軍服役。1963年加入苏联共产党。1969年毕业于莫斯科测绘学院，进入实验机器制造中央设计局工作。

### 职业生涯
1978年入选宇航员队伍。1981年3月12日至5月26日，他作为飛航工程師与弗拉基米尔·科瓦廖诺克乘坐联盟T-4号飞船进行太空考察任务，与礼炮6号空间站对接，在空间站和联盟T-4号组成的轨道复合体上进行了大量的科学研究和试验活动。期间还见证了两位国际短期考察宇航员的到来：蒙古人朱格德尔德米德·古尔拉格查和罗马尼亚人杜米特鲁·普鲁纳留。5月14日，萨维内赫和科瓦廖诺克在工作时发现一艘来历不明的球形飞船。5月26日成功返回地面。
1985年2月，礼炮7号空间站失去联络。1985年6月6日，萨维内赫与贾尼别科夫乘联盟T-13号飞船升空，成功发现了礼炮7号，但是它的太阳能电池板不平行，整个空间站的电力已经耗尽。贾尼别科夫靠手动操作飞船完成了对接。之后萨维内赫打着手电在漆黑的空间站里完成了维修。2018年电影就是以这段任务为原型改编的。8月2日，他与贾尼别科夫进行了一次持续5个小时的舱外活动，扩充了太阳能电池板，并首次使用了海鹰-DM宇航服。9月20日，见证了联盟T-14的到来。11月21日乘坐联盟T-14返回地面。
1988年6月7日至17日，他作为联盟TM-5号飞船的飛航工程師，与指令长索洛维约夫和保加利亚研究宇航员亚历山大·亚历山德罗夫进行了第三次太空飞行，与和平号空间站成功对接。

## 社会活动
1988年从宇航员退役，成为莫斯科国立测绘大学校长，直到2007年因为年龄而卸任。1989年至1992年是苏联人民代表大会的俄罗斯联邦代表。
2014年9月在北京参加了太空探索者协会第27届年会。2018年9月在四川遂宁参加了2018年绿色发展科技创新大会。

## 生涯统计

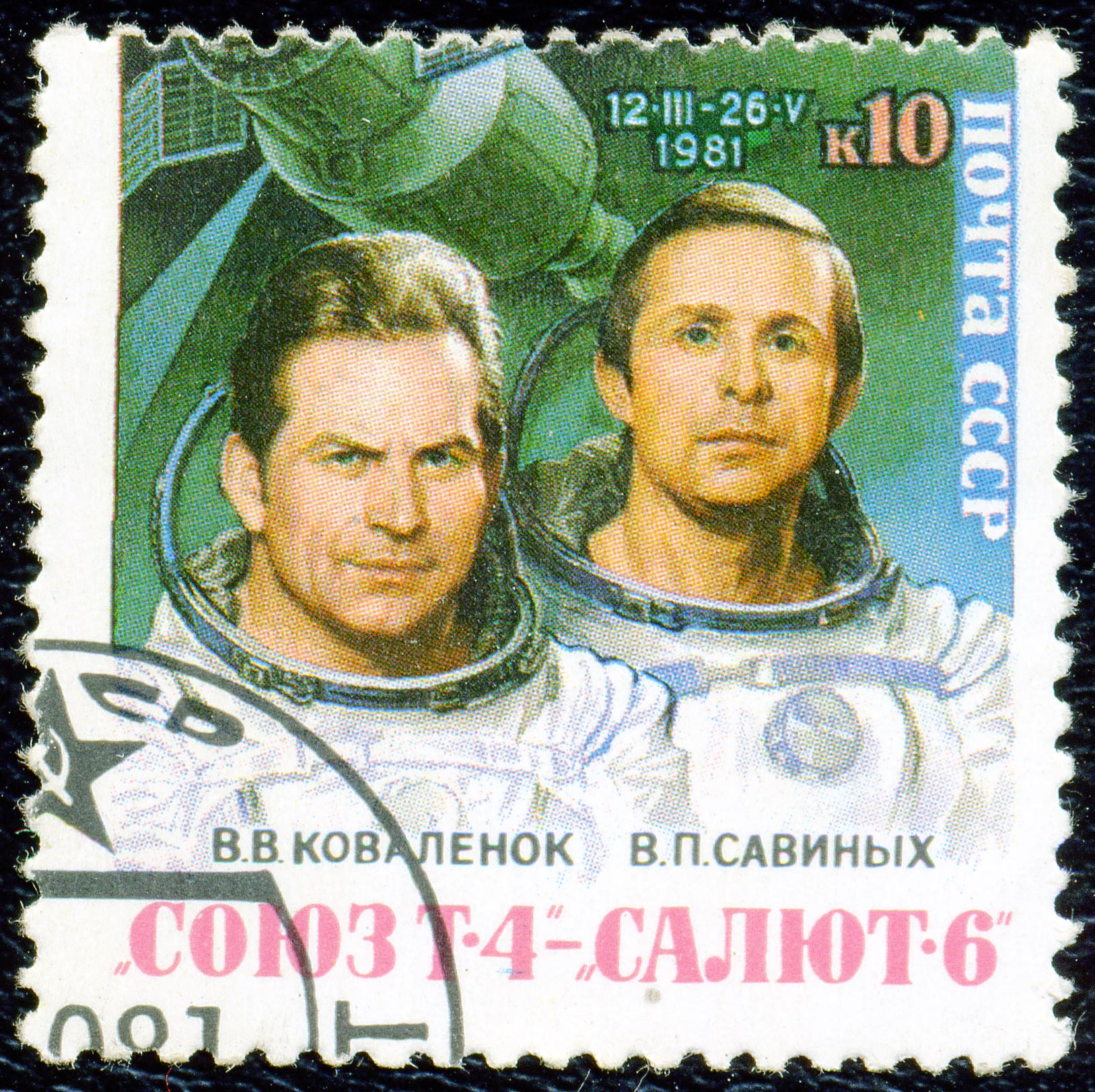
1981年苏联邮票

| # | 发射载具 | 发射时间（UTC） | 着陆载具 | 着陆时间（UTC） | 时长总计        | 舱外活动次数 | 舱外活动时长 |
| - | -------- | --------------- | -------- | --------------- | --------------- | ------------ | ------------ |
| 1 | 联盟T-4  | 1981年3月12日   | 联盟T-4  | 1981年5月26日   | 74天17小时37分  | 0            | 0            |
| 2 | 联盟T-13 | 1985年6月6日    | 联盟T-14 | 1985年11月21日  | 168天3小时51分  | 1            | 5小时00分    |
| 3 | 联盟TM-5 | 1988年6月7日    | 联盟TM-4 | 1988年6月17日   | 9天20小时9分    | 0            | 0            |
|   |          |                 |          |                 | 252天17小时37分 | 1            | 5小时00分    |

舱外活动统计
| # | 日期（UTC）  | 同伴                  | 持续时长  |
| - | ------------ | --------------------- | --------- |
| 1 | 1985年8月2日 | 弗拉基米尔·贾尼别科夫 | 5小时00分 |